# Nadagara cuneigera
Nadagara cuneigera là một loài bướm đêm trong họ Geometridae.